# 班朱尼河盟誓
班朱尼河盟誓是1203年年中蒙古部可汗铁木真——即未来的成吉思汗——与其追随者立下的誓约，这些追随者后来被称为“巴勒只温惕”。12世纪后期铁木真在克烈可汗脱斡邻勒麾下效力，逐步发展自己的势力。1203年初脱斡邻勒之子桑昆说服父亲拒绝与铁木真的家族联姻，令蒙古部与克烈部正式为敌。接连躲过两次克烈部的伏击后，铁木真所部在哈兰真沙陀之战中全军溃败。
战后，铁木真收拢残部退往斑朱尼河（又译巴勒诸纳、斑莫海子、辨屯河，今内蒙古呼伦湖西南的一处沼泽），在班朱尼河与最亲密的伴当立下誓约，承诺同甘共苦、共享荣耀。是年夏，铁木真通过宣扬征战四方的理想招揽壮士，最终集结起足够兵力，于同年秋击败克烈部。仅仅3年之后，铁木真便已经鏟除草原所有对手，在忽里勒台上获得了成吉思汗的尊号，建立了大蒙古国，“巴勒只温惕”也受到了成吉思汗的最高封赏。因为13世纪叙述铁木真崛起的史诗《蒙古秘史》未记载此事，19世纪以来此事之真实性曾受历史学家质疑。

## 背景

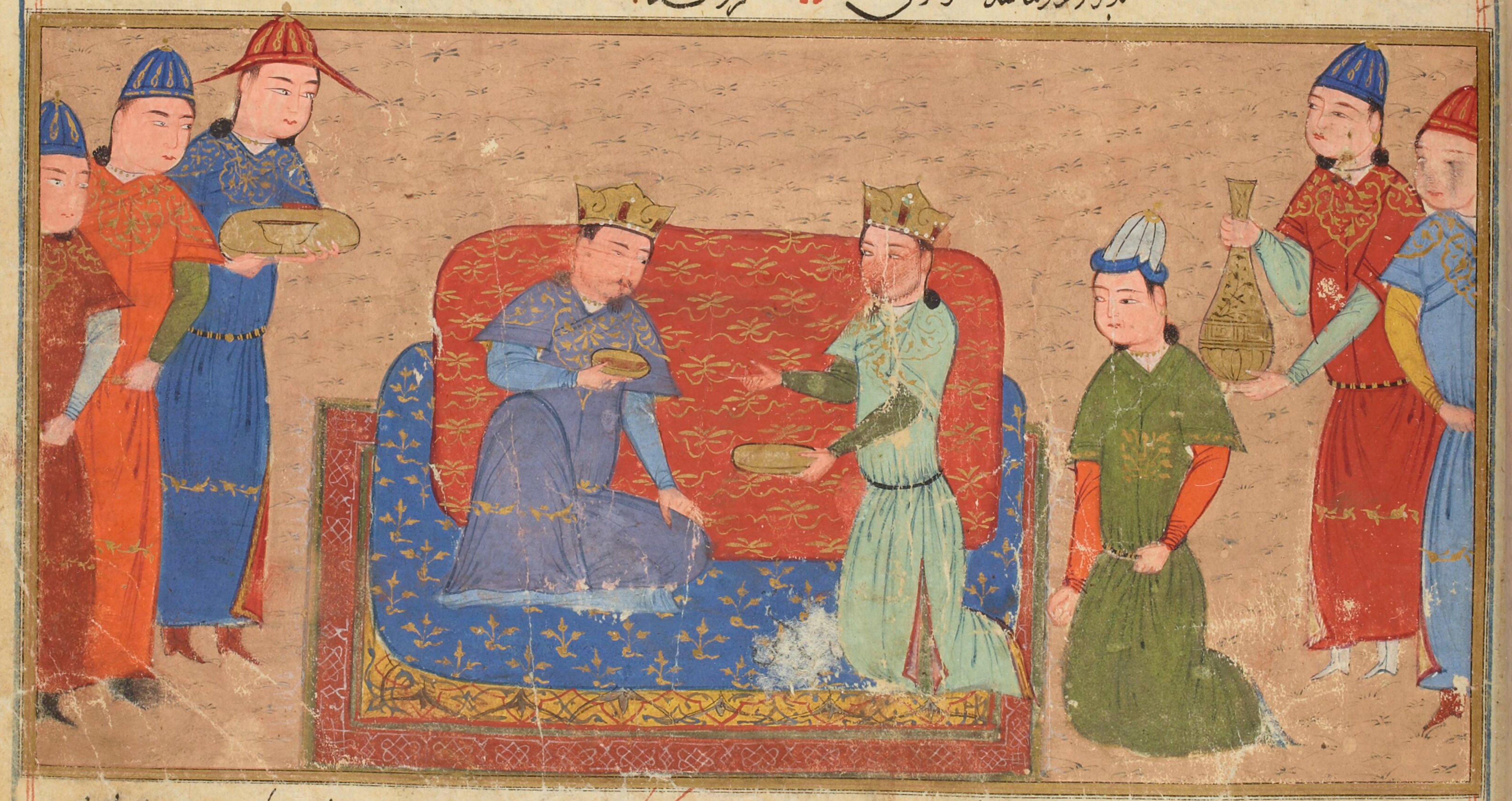
15世纪《史集》手稿中描绘的铁木真与脱斡邻勒

铁木真约生于1155至1167年间，父为蒙古部首领也速该，母为他的斡勒忽讷妻子诃额仑。铁木真9岁时也速该亡故，铁木真兄弟姐妹6人及其母亲遭部族遗弃。然而他们一家并未覆灭，反而幸存下来，长大后的铁木真开始聚集心腹，并向父亲的“安达”——克烈部中路首领脱斡邻勒立誓效忠。然而同属安达的札木合屡屡阻碍铁木真施展抱负，二人自1180年代起龃龉不断。随着铁木真势力扩张，尽管时至1201年克烈部仍是蒙古草原上名义上的霸主，但克烈部的贵族们开始忌惮迅速崛起、已主宰东蒙古的铁木真——其中就包括了脱斡邻勒之子桑昆，他担心铁木真的崛起会令其失去继承权。
不久，铁木真果然为争取克烈部继承权向克烈部提议由其长子术赤与脱斡邻勒之女察兀儿别吉结婚，愿以自己女儿豁真别吉与桑昆之子秃撒合结婚，两家从此以结“quda”（亲家）。但是这一提议遭到了桑昆断然拒绝，桑昆不仅仅担心自己的继承权，也认为术赤的出身有問題，术赤之母孛儿帖曾被蔑儿乞部掳掠奸污，随后生下了术赤，虽然铁木真始终将术赤视作嫡子，但是始终有人质疑其非铁木真亲生，若與之聯姻则有辱桑昆家族尊严。桑昆也获得了克烈部贵族支持，甚至连铁木真的亲戚阿勒坛、忽察儿都反对联姻，乃至于力主攻伐旧安达的札木合。同时，脱斡邻勒本人的立场颇为暧昧——据13世纪《蒙古秘史》记载，他一方面念及与铁木真的旧情，另一方面又爱护自己的子女，因此直到接到了最后通牒后才被迫支持儿子；然而拉施特《史集》与马可·波罗口述史称，脱斡邻勒本就憎恶铁木真，对联姻之议勃然作色。脱斡邻勒也许受到了中亚商团（含西辽、畏兀儿代表）游说，恐铁木真掌权后将其排挤出丝绸之路贸易，亦可能忌惮铁木真自身的雄图，总之双方关系破裂。
最终，脱斡邻勒听从了桑昆的建议，但又不欲大动兵戈，遂设诈谋——告知铁木真已应允联姻，将举办庆典宴。铁木真本来不疑有他，仅带少量护卫赴宴（拉施特提到两位伴当，而《蒙古秘史》中记载原计划有十位），宴席间则有刺客埋伏；幸得父亲旧部蒙力克预警，铁木真半途而返，桑昆遂率克烈部大军来攻。牧民巴歹、乞失里黑窃听计划并向铁木真通风报信，铁木真这才避开大军、脱身而去。因兵力悬殊，铁木真及其追随者奔往金朝边境，冀求援军，必要时越境避难。虽有忙忽惕部的畏答儿、兀鲁兀惕部的术赤台等克烈部众来降，但铁木真仍于1203年初的哈兰真沙陀之战惨败。归降的术赤台一箭射伤桑昆，逼停克烈部攻势；但脱斡邻勒亦以仇敌不足为患为由，未行追击。

## 盟誓
经哈兰真沙陀一战，铁木真损兵折将，伤亡惨重——即便周边危机四伏，铁木真仍旧彻夜驻留战场附近，收拢与自己失散的部属——博尔术因为丢失了马匹，直到黎明时分才姗姗来迟；博尔忽则在随后携铁木真第三子窝阔台赶到，窝阔台因脖颈受伤由博尔忽照顾。几人会合后，铁木真遂引军撤离，并在途中停下来埋葬战殁的畏答儿。最终，铁木真的军队来到班朱尼河畔，其地今已无考，最可能位于哈拉哈河，因铁木真沿此河退军，且其地近金境东南；也有学者指为音果達河支流，或布里亚特的巴尔吉诺湖。
时至1203年仲夏，铁木真所部只剩下了2,600至4,600人。14世纪成書的《元史》可能夸大了铁木真的窘迫，称追随者仅19人，但这19人很可能特指部众首领。据《元史》载，时军士饥甚，适遇一匹野马，遂杀之吃肉，取其脏器滤饮浊水，鐵木真当众立誓：
太祖举手仰天而誓曰：“使我克定大业，当与诸人同甘苦，苟渝此言，有如河水。”将士莫不感泣。
《元史》叙述可能扭曲了盟誓的情节，首先盟誓过程的描述过于文学化、戏剧化，其次盟誓的内容则强调了同甘共苦、荣辱与共的高尚精神——然而，铁木真在是年夏天的绝大多数时间里都在招兵买马，还得到了有弘吉剌人（他的妻子孛儿帖所属）、亦乞列思人及尼伦蒙古诸部人的归附，并没有《元史》所描述的那样窘迫。再者，前来投奔的许多人并非纯粹为了荣誉，而是有着具体的现实利益考量，例如契丹首领耶律阿海及耶律秃花等人投奔铁木真更多为了向金朝报仇雪恨，而穆斯林商人札八儿与阿三则看重着贸易利益——阿三以一千只羯羊换取未来安全保障与有利贸易协定。铁木真甚至得到了克烈部人的帮助，例如窝阔台朝重臣的镇海就在此间投奔了铁木真。
班朱尼河立誓者的社会、文化与宗教背景颇为复杂：除铁木真与他弟弟合撒儿外，传统记载的十九人都不是蒙古人，其中有契丹人、党项人、克烈人、乃蛮人、中亚人，甚至可能有南亚人，分属九个不同的部族；十九人中不仅有铁木真这样的腾格里信仰者，还有穆斯林三人，及基督徒、佛教徒若干。用历史学家魏泽福的话来说，班朱尼河盟誓超越传统社群畛域，“类乎现代公民身份，是一种基于个人选择与承诺的兄弟情谊”。

## 后续

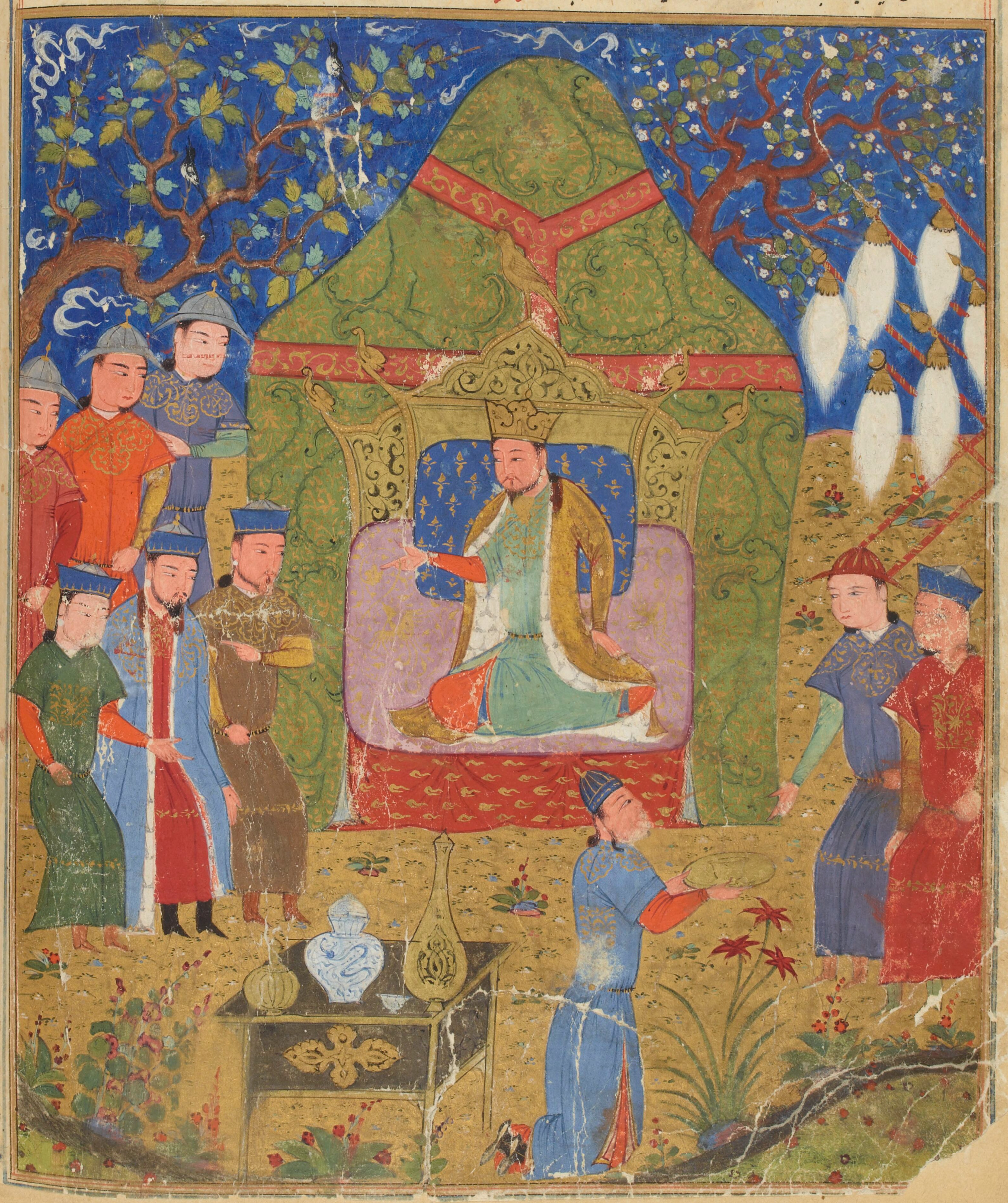
1206年忽里勒台上铁木真被尊为成吉思汗，并重赏在班朱尼河效忠者（15世纪《史集》手稿描绘的场景）

铁木真所部在1203年底重振旗鼓，于怯绿连河下游的折折运都山与克烈部鏖战三日，终获大捷。脱斡邻勒逃亡途中被不识其身份的乃蛮哨兵豁里速别赤所杀；桑昆先逃吐蕃，后至可失哈耳，旋即被杀。此后三年，铁木真灭乃蛮、蔑儿乞，统一蒙古草原。1206年，铁木真在斡难河召开忽里勒台，接受“成吉思汗”的尊号，封赏开国功臣，此前预警脱斡邻勒背叛的牧民巴歹、乞失里黑则被被授予克烈部首领的宫帐、器物、侍卫。班朱尼河盟誓者被称为“巴勒只温惕”（即“班朱尼人”或“饮浑水者”），获最高封号，直至14世纪仍被铭记。“巴勒只温惕”中许多人在大蒙古国任要职，例如镇海、穆斯林商人兼外交官札八儿火者，及乌梁海人哈班，而哈班之子速不台成为蒙古最杰出的将领之一。
由于《蒙古秘史》没有提及班朱尼河盟誓一事，近代以来许多历史学者质疑其真实性：从1860年代的彼得·卡法罗夫到庄延龄，包括20世纪中期颇具影响的伯希和、亞瑟·偉利、勒內·格魯塞等史家均认为此事子虚乌有。直到1955年，柯立夫撰文驳斥了这些质疑的声音，并引用大量其他史料中提及的“巴勒只温惕”作为旁证，史学界才开始普遍承认班朱尼河盟誓的真实性。至于《蒙古秘史》删去此事的原因，或许与立誓者中包含许多非蒙古人有关，《蒙古秘史》的作者出于对非蒙古族群的猜忌不愿意提及铁木真核心集团中非蒙古成员的存在，因而略去了此事。

### 注引
1. ↑  余大钧 1986，第389頁.
2. ↑  Morgan 1986，第57–60頁; Ratchnevsky 1991，第28–33頁; Fitzhugh, Rossabi & Honeychurch 2009，第101頁.
3. ↑  Atwood 2004，第98, 259–260頁; May 2018，第34–36頁.
4. ↑  Atwood 2004，第278頁.
5. ↑  May 2018，第37頁; Ratchnevsky 1991，第38, 67頁.
6. ↑  Ratchnevsky 1991，第68頁; Man 2004，第96頁.
7. ↑  McLynn 2015，第72頁; Fitzhugh, Rossabi & Honeychurch 2009，第102頁.
8. ↑  Ratchnevsky 1991，第69頁.
9. ↑  Ratchnevsky 1991，第68–69頁; May 2018，第37頁; Weatherford 2004，第56頁.
10. ↑  Ratchnevsky 1991，第69–70頁; McLynn 2015，第73–74頁.
11. ↑  Ratchnevsky 1991，第70–71頁; Atwood 2004，第342頁; Cleaves 1955，第389頁.
12. ↑  Man 2004，第96–97頁; Ratchnevsky 1991，第71頁.
13. ↑  Ratchnevsky 1991，第71, 73頁; Cleaves 1955，第397頁.
14. ↑  Cleaves 1955，第397頁; Man 2004，第97頁.
15. ↑  Ratchnevsky 1991，第71–72頁; Fitzhugh, Rossabi & Honeychurch 2009，第102頁.
16. ↑  Biran 2012，第38頁; Weatherford 2004，第58頁.
17. ↑  Atwood 2004，第98–99頁; Ratchnevsky 1991，第79–81頁; Fitzhugh, Rossabi & Honeychurch 2009，第102頁.
18. ↑  Atwood 2004，第30頁; Ratchnevsky 1991，第73頁.
19. ↑  Atwood 2004，第103, 257, 520頁.
20. ↑  Cleaves 1955，第359頁.
21. ↑  Ratchnevsky 1991，第73頁; Cleaves 1955.
22. ↑  Atwood 2004，第30頁; Man 2014，第40頁.

### 资料来源
- 余大钧. . 中国历史大辞典·辽、夏、金、元史卷编纂委员会  (编).  辽夏金元史卷. 上海辞书出版社. 1986-06. CSBN 11187·5.
- Atwood, Christopher P. . New York: Facts on File. 2004  [2022-03-02]. ISBN 978-0-8160-4671-3.
- Biran, Michal. . Makers of the Muslim World. London: Oneworld Publications. 2012. ISBN 978-1-78074-204-5.
- Cleaves, Francis Woodman. . Harvard Journal of Asiatic Studies. 1955, 18 (3): 357–421. JSTOR 2718438. doi:10.2307/2718438.
- Fitzhugh, William W.; Rossabi, Morris; Honeychurch, William (编). . Washington: Mongolian Preservation Foundation. 2009. ISBN 978-0-295-98957-0.
- Man, John. . London: Bantam Press. 2004. ISBN 978-0-312-31444-6.
- Man, John. . London: Penguin Random House. 2014. ISBN 978-0-552-16880-9.
- May, Timothy. . . Edinburgh: Edinburgh University Press. 2018: 44–75. ISBN 978-0-7486-4237-3. JSTOR 10.3366/j.ctv1kz4g68.11.
- McLynn, Frank. . Boston: Hachette Books. 2015. ISBN 978-0-306-82395-4.
- Morgan, David. . The Peoples of Europe. Oxford: Blackwell Publishing. 1986. ISBN 978-0-631-17563-6.
- Ratchnevsky, Paul. . 由Thomas Haining翻译. Oxford: Blackwell Publishing. 1991. ISBN 978-06-31-16785-3.
- Weatherford, Jack. . New York: Crown Publishing Group. 2004. ISBN 978-0-307-23781-1.